# Beierse Landdag

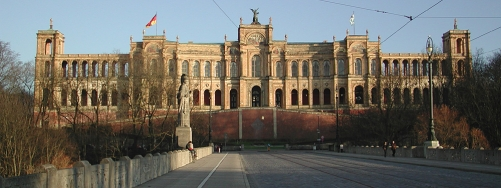
Het Maximilianeum in München, sinds 1949 de zetel van de Beierse Landdag

De Beierse Landdag (Duits: Bayerischer Landtag) is het parlement (Landdag) van de Duitse Vrijstaat Beieren. Tot en met 1999 kende Beieren een tweekamerstelsel en was de Beierse Landdag het lagerhuis en de Beierse Senaat (Bayerischer Senat) het hogerhuis.
De Landdag heeft verschillende taken: het stemmen over wetsvoorstellen, het kiezen van de minister-president en het uitspreken van haar vertrouwen in het kabinet.
Sinds 1949 is de Landdag gevestigd in het zogenaamde Maximilianeum in München, een stadspaleis dat tussen 1857 en 1874 gebouwd werd in opdracht van koning Maximiliaan II van Beieren.

## Geschiedenis
Beieren kent sinds 1819 een parlement. Het parlement tijdens het Koninkrijk Beieren droeg de naam Standenvergadering (Ständeversammlung) bestaande uit een hogerhuis, de Rijksraad (Reichsrat), en de Kamer van Afgevaardigden (Kammer der Abgeordneten). In de Rijksraad hadden koninklijke prinsen, hogere Kerkelijke ambtsdragers, oud-ministers en rijksvrijen zitting. De Kamer van Afgevaardigden werd gekozen door stemgerechtigden (adel, gegoede burgerij, clerus; later werd het kiesrecht uitgebreid). Veel invloed bezat het parlement niet, omdat minister-president en ministers door de koning werden aangewezen en aan hem verantwoording schuldig waren. Het parlement bezat geen recht van initiatief.

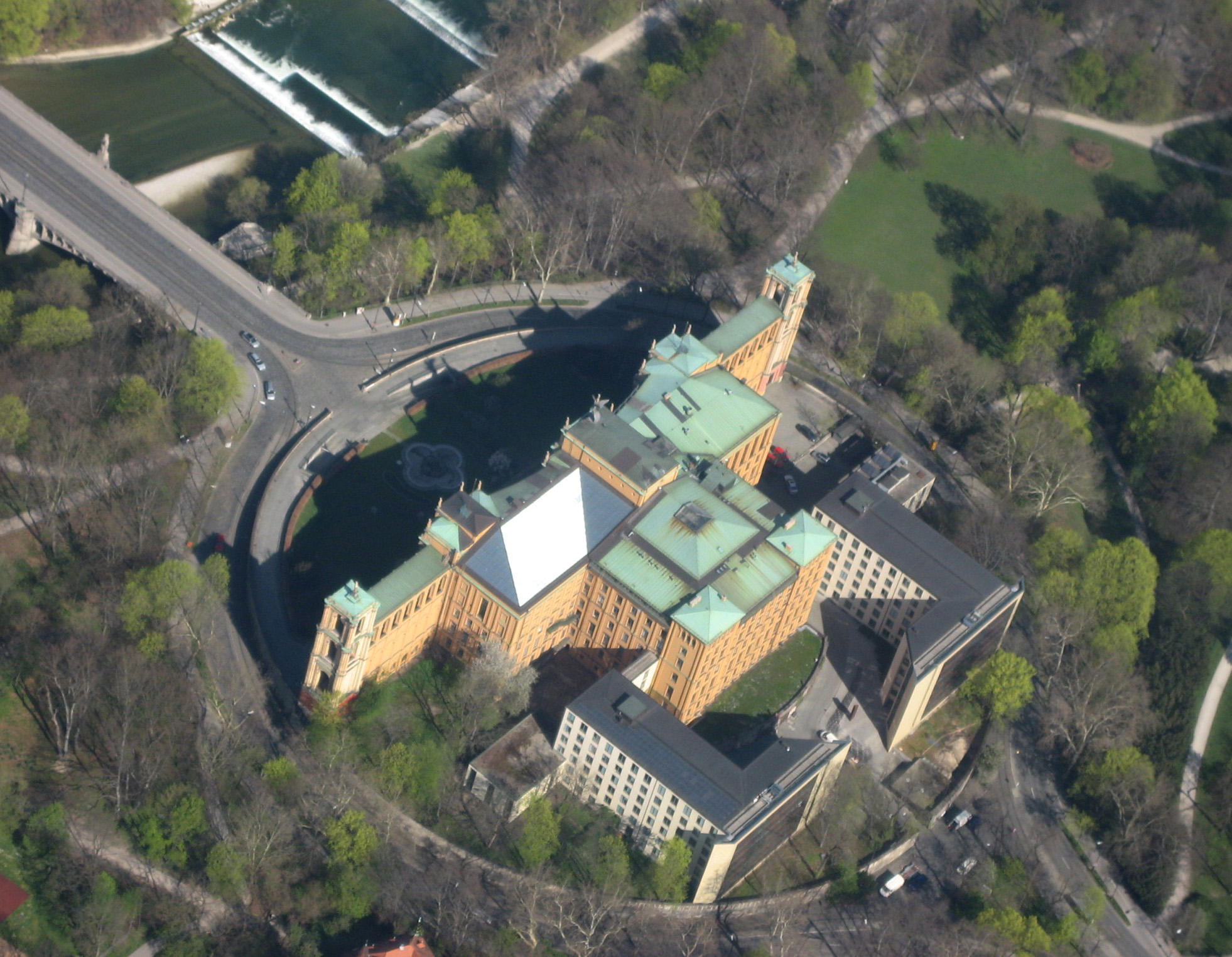
Luchtfoto van het Maximilianeum

Na de Novemberrevolutie van 1918, waarna de Vrijstaat Beieren werd gesticht, werd een Provisorische Nationale Raad in het leven geroepen. Deze moest in afwachting van de stichting van een nieuwe volksvertegenwoordiging, de parlementaire taken waarnemen. In 1919 zette een linkse revolutionaire beweging in München een arbeiders en soldatenraad op om Beieren te regeren (Radenrepubliek). De macht van de radenregering bleef echter beperkt tot München en directe omgeving en de legitieme Beierse sociaaldemocratische regering (uitgeweken naar Bamberg) onder Johannes Hoffmann wist met behulp van de rijksregering in Berlijn en de rechtse vrijkorpsen de Radenrepubliek ten val te brengen. Na de val van de Radenrepubliek werd de Provisorische Nationale Raad vervangen door de Beierse Landdag (Bayerischer Landtag), die tussen 1919 en 1933 werd gedomineerd door de conservatieve en separatistische Beierse Volkspartij (Bayerische Volkspartei, BVP). Bij de Landdagverkiezingen van 1933 werd de NSDAP (nazipartij) de grootste partij en op 30 januari 1934 werd de Landdag ontbonden.
Na de Tweede Wereldoorlog kwam in 1946 een Beierse Grondwetgevende Landsvergadering (Bayerische Verfassunggebende Landesversammlung) bijeen om een nieuwe grondwet op te stellen. Later dat jaar kwam een nieuwe Beierse volksvertegenwoordiging tot stand, met een lagerhuis (de Beierse Landdag) en een hogerhuis (de Beierse Senaat). Een grondwetsherziening in 1999 schafte de Senaat af, waarna Beieren een eenkamerstelsel kreeg met de Landdag als enige kamer.
Sinds 1946 wordt de Landdag gedomineerd door de christendemocratische Christelijk-Sociale Unie (Christlich-Soziale Union, CSU). Deze partij behaalde sindsdien altijd de meeste zetels.

## Verkiezingen
Er worden in de regel om de vijf jaar Landdagverkiezingen gehouden op basis van het stelsel van evenredige vertegenwoordiging. Stemrecht is er voor alle volwassen mannen en vrouwen. Volgens de grondwet dienen de Landdagverkiezingen op een zondag te worden gehouden. Er is een kiesdrempel van 5%.

### Verkiezingsuitslagen 1919–1933 (Weimarrepubliek)
| Partij ↓           | 1919 | 1920 | 1924 | 1928 | 1932 | 1933 |
| ------------------ | ---- | ---- | ---- | ---- | ---- | ---- |
| NSDAP              | -    | -    | 23   | 9    | 43   | 48   |
| BBB                | 16   | 12   | 10   | 17   | 9    | 3    |
| DNVP/BMP           | 9    | 19   | 11   | 13   | 3    | 5    |
| DVP                | 9    | 19   | 1    | 4    | -    | -    |
| DDP/DStP           | 25   | 12   | 3    | -    | -    | -    |
| BVP                | 66   | 65   | 46   | 46   | 45   | 30   |
| SPD                | 61   | 25   | 23   | 34   | 20   | 17   |
| USPD               | 3    | 20   | -    | -    | -    | -    |
| KPD                | -    | 2    | 9    | 5    | 8    | 7    |
| Overigen           | -    | -    | 3    | -    | -    | -    |
| Bron: gonschior.de |      |      |      |      |      |      |

### Verkiezingsuitslagen 1946–heden (Bondsrepubliek Duitsland)
In dit overzicht worden de zetelverdelingen weergegeven zoals die bij de parlementsverkiezingen werden bepaald. De beige gekleurde vakken duiden de partijen aan die na de betreffende verkiezingen vertegenwoordigd waren in de regering van Beieren.
| Partij ↓                                                                                  | 1946 | 1946 | 1950 | 1954 | 1958 | 1962 | 1966 | 1970 | 1974 | 1978 | 1982 | 1986 | 1990 | 1994 | 1998 | 2003 | 2008 | 2013 | 2018 | 2023 |
| ----------------------------------------------------------------------------------------- | ---- | ---- | ---- | ---- | ---- | ---- | ---- | ---- | ---- | ---- | ---- | ---- | ---- | ---- | ---- | ---- | ---- | ---- | ---- | ---- |
| Christelijk-Sociale Unie (Christlich-Soziale Union) (CSU)                                 | 109  | 104  | 64   | 83   | 101  | 108  | 110  | 124  | 132  | 129  | 133  | 128  | 127  | 120  | 123  | 124  | 92   | 101  | 85   | 85   |
| Sociaaldemocratische Partij van Duitsland (Sozialdemokratische Partei Deutschlands) (SPD) | 51   | 54   | 63   | 61   | 64   | 79   | 79   | 70   | 64   | 65   | 71   | 61   | 58   | 70   | 67   | 41   | 39   | 42   | 22   | 17   |
| Vrije Democratische Partij (Freie Demokratische Partei) (FDP)                             | 3    | 9    | 12   | 13   | 8    | 9    | -    | 10   | 8    | 10   | -    | -    | 7    | -    | -    | -    | 16   | -    | 11   | -    |
| Bündnis 90/Die Grünen                                                                     | -    | -    | -    | -    | -    | -    | -    | -    | -    | -    | -    | 15   | 12   | 14   | 14   | 15   | 19   | 18   | 38   | 32   |
| Vrije Kiezers (Freie Wähler) (FW)                                                         | -    | -    | -    | -    | -    | -    | -    | -    | -    | -    | -    | -    | -    | -    | -    | -    | 21   | 19   | 27   | 37   |
| Alternative für Deutschland (AfD)                                                         | -    | -    | -    | -    | -    | -    | -    | -    | -    | -    | -    | -    | -    | -    | -    | -    | -    | -    | 22   | 32   |
| Beierse Partij (Bayernpartei) (BP)                                                        | -    | -    | 39   | 28   | 14   | 8    | -    | -    | -    | -    | -    | -    | -    | -    | -    | -    | -    | -    | -    | -    |
| Overige partijen                                                                          | 17   | 13   | 26   | 19   | 17   | -    | 15   | -    | -    | -    | -    | -    | -    | -    | -    | -    | -    | -    | -    | -    |
| Zeteltotaal                                                                               | 180  | 180  | 204  | 204  | 204  | 204  | 204  | 204  | 204  | 204  | 204  | 204  | 204  | 204  | 204  | 180  | 187  | 180  | 205  | 203  |

#### Landdagverkiezingen van 2023
De meest recente verkiezingen voor de Beierse Landdag vonden plaats op 8 oktober 2023. De grootste winnaars waren de Freie Wähler en Alternative für Deutschland, die beide tien zetels winst boekten. Bündnis 90/Die Grünen (zes zetels verlies), de SPD (vijf zetels verlies) en de FDP (die de kiesdrempel niet haalde) waren de grote verliezers; de SPD behaalde met 17 zetels zelfs haar slechtste verkiezingsresultaat ooit in Beieren. De grootste partij (met 85 zetels) werd wederom de CSU, die ten opzichte van 2018 stabiel bleef op 85 zetels. CSU-partijleider en minister-president Markus Söder vormde hierop voor de tweede keer een regeringscoalitie met de Freie Wähler.
| Partij                | %     | Zetels | Verschil |
| --------------------- | ----- | ------ | -------- |
| CSU                   | 37,0% | 85     | –        |
| Freie Wähler          | 15,8% | 37     | +10      |
| AfD                   | 14,6% | 32     | +10      |
| Bündnis 90/Die Grünen | 14,4% | 32     | -6       |
| SPD                   | 8,4%  | 17     | -5       |
| FDP                   | 3,0%  | 0      | -11      |
| Overigen              | 6,8%  | 0      | –        |
| Totaal                | 100%  | 203    |          |

## Lijst van voorzitters van de Landdag

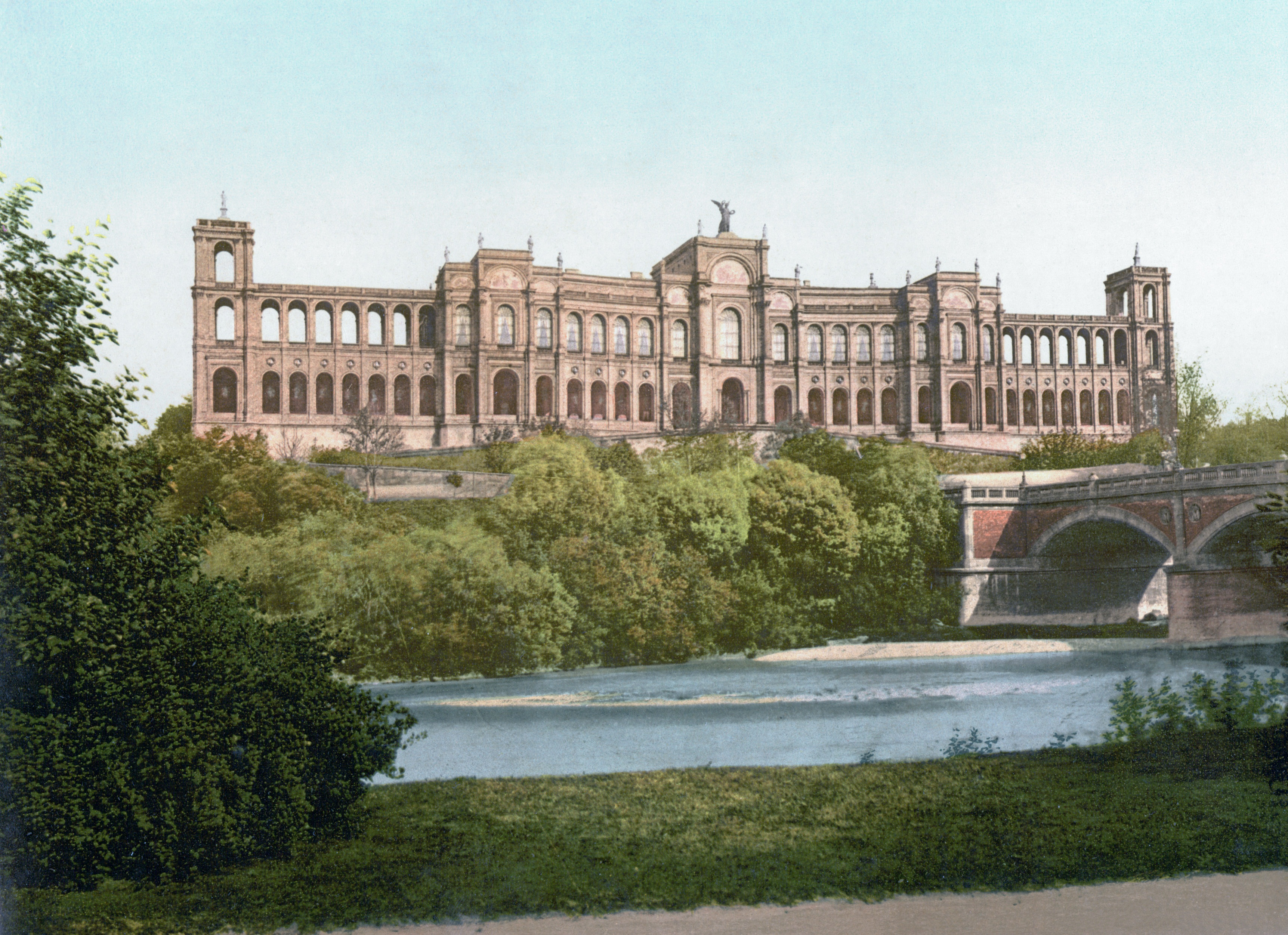
Het Landdaggebouw "Maximilianeum" op een 19de-eeuwse ansichtkaart

De voorzitter van de Landdag (Landtagspräsident) wordt tijdens constituerende zitting (dat wil zeggen de eerste zitting van een nieuwgekozen Landdag) gekozen voor een termijn van vijf jaar. Herverkiezing is mogelijk.
| Persoon           | periode      | partij |
| ----------------- | ------------ | ------ |
| Michael Horlacher | 1946 - 1950  | CSU    |
| Georg Stang       | 1950 - 1951  | CSU    |
| Alois Hundhammer  | 1951 - 1954  | CSU    |
| Hans Ehard        | 1954 - 1960  | CSU    |
| Rudolf Hanauer    | 1960 - 1978  | CSU    |
| Franz Heubl       | 1978 - 1990  | CSU    |
| Wilhelm Vorndran  | 1990 - 1994  | CSU    |
| Johann Böhm       | 1994 - 2003  | CSU    |
| Alois Glück       | 2003 - 2008  | CSU    |
| Barbara Stamm     | 2008 - 2018  | CSU    |
| Ilse Aigner       | 2018 - heden | CSU    |